# George Herbert of St. Julians (Ritter)
Sir George Herbert of St. Julians (* um 1463; † nach 1504) war ein anglo-walisischer Ritter. Er gehörte der Familie Herbert an und begründete die Nebenlinie der Herberts of St. Julians.
George Herbert war der dritte legitime Sohn des William Herbert, 1. Earl of Pembroke, und der Anne Devereux, einer Tochter des Sir Walter Devereux. Seine älteren Brüder waren William, der spätere 2. Earl, und Walter. Sein „Black William“ genannter Vater war während der Rosenkriege einer der bedeutendsten Gefolgsleute des Hauses York und beherrschte große Teile von Wales. 1469 wurde er hingerichtet; George war zu diesem Zeitpunkt noch minderjährig.
Während der Endphase der Rosenkriege stellte er sich auf die Seite des neuen Tudor-Königs Heinrich VII. und unterstützte diesen 1487 bei der Niederschlagung der Lambert-Simnel-Rebellion in der Schlacht von Stoke, wo er den Ritterschlag als Knight Bachelor erhielt.
Diese Würde war umso wichtiger, da George von den einst umfangreichen Besitzungen des Vaters praktisch nichts geerbt hatte. Er erlangte lediglich das Flurstück St. Julians zwischen Newport und Caerleon in den südlichen Welsh Marches. Er errichtete dort Ende des 15. Jahrhunderts bei den Überresten einer gleichnamigen Kirche ein Anwesen, das St. Julian’s House, das zum Sitz seines Familienzweiges wurde.
Um 1475 heiratete er Sibyl Croft, Tochter des Sir Richard Croft, Gutsherr von Croft Castle in Herefordshire. Mit ihr hatte er drei Kinder, darunter sein ältester Sohn Walter Herbert (um 1509–um 1551), der ihm als Gutsherr von St. Julians nachfolgte.